# 대륙쇠큰수염박쥐
대륙쇠큰수염박쥐 또는 스텝윗수염박쥐(Myotis aurascens)는 애기박쥐과 윗수염박쥐속에 속하는 박쥐이다. 윗수염박쥐(Myotis mystacinus)에 포함시키기도 한다.

## 특징
작은 박쥐로 앞팔길이는 32~37mm, 꼬리 길이는 12.3~14.3mm, 발 길이는 6.8~8.7mm이다.

## 분포 및 서식지
유럽과 아시아에 널리 분포한다. 발칸 반도부터 우크라이나와 몰도바, 캅카스 지역, 터키, 카자흐스탄, 이란. 투르크메니스탄, 오즈베키스탄, 키르키스탄, 시베리아 남중부, 몽골, 중국 북동부 그리고 한반도에서 발견된다. 한국은 제주를 제외한 전국에서 서식한다.